# (11828) Vargha
(11828) Vargha est un astéroïde de la ceinture principale.

## Description
(11828) Vargha est un astéroïde de la ceinture principale. Il fut découvert le 26 février 1984 à La Silla par Henri Debehogne. Il présente une orbite caractérisée par un demi-grand axe de 2,32 UA, une excentricité de 0,21 et une inclinaison de 7,8° par rapport à l'écliptique.

## Compléments